# HD10081
HD10081 — хімічно пекулярна зоря спектрального класу
A0 й має видиму зоряну величину в смузі V приблизно  9,6.
Вона  розташована на відстані близько 2836,1 світлових років від Сонця.

## Пекулярний хімічний вміст
Зоряна атмосфера HD10081 має підвищений вміст 
Eu
.